# Râul Boia Mare
Râul Boia Mare este un curs de apă, unul din cele două brațe care formează Râul Boia. Se formează la confluența a două brațe Grohotișul și Valea Pietricelelor